# Јован V Милостиви
Свети Јован V Милостиви је хришћански светитељ. Био је патријарх Александријски у време цара Ираклија (7. век).
Рођен је на острву Кипру, у кнежевској фамилији. Отац му је био кнез Епифаније. Васпитан је од детињства као прави хришћанин. На наваљивање родитеља он се оженио. После смрти деце и жене замонашио се. Убрзо је изабран за патријарха Александријског. Десет година управљао је црквом Александријском, чувајући је од незнабожаца и јереси. Био је узор кротости, милосрђа и човекољубља. Забележене су његове речи: „Ако желиш благородства, не тражи га у крви него у добродетељи, јер то је право благородство.”
У време напада Персијанаца на Мисир патријарх Јован је кренуо на радно Кипар. На путу се разболео и стигавши на Кипар умро је 620. године.
Његове мошти пренете су најпре у Цариград, потом у Будимпешту и најзад у Пресбург.
Православна црква прославља светог Јована Милостивог 12. новембра по јулијанском календару (25. новембра по грегоријанском календару).